# 950
| Calendário gregoriano                                                        | 950 CML                                              |
| Ab urbe condita                                                              | 1703                                                 |
| Calendário arménio                                                           | 399 – 400                                            |
| Calendário bahá'í                                                            | -894 – -893                                          |
| Calendário budista                                                           | 1494                                                 |
| Calendário chinês                                                            | 3646 – 3647 Início a 22 de janeiro (aproximadamente) |
| Calendário copta                                                             | 666 – 667                                            |
| Calendário etíope                                                            | 942 – 943                                            |
| Calendários hindus - Vikram Samvat - Calendário nacional indiano - Cáli Iuga | 1005 – 1006 871 – 872 4050 – 4051                    |
| Calendário Holoceno                                                          | 10950                                                |
| Calendário islâmico                                                          | 338 – 339                                            |
| Calendário judaico                                                           | 4710 – 4711                                          |
| Calendário persa                                                             | 328 – 329                                            |
| Calendário rúnico                                                            | 1200                                                 |
| Calendário solar tailandês                                                   | 1493                                                 |

950 (CML, na numeração romana) foi um ano comum do século X do Calendário Juliano, da Era de Cristo, teve início a uma terça-feira e terminou também a uma terça-feira e a sua letra dominical foi F (52 semanas).
No território que viria a ser o reino de Portugal estava em vigor a Era de César que já contava 988 anos.
| Ano completo                       |
| ---------------------------------- |
| Ano comum com início à terça-feira |

## Eventos
- 24 de Julho - A Condessa Mumadona Dias, viúva do conde Hermenegildo Gonçalves, reparte os territórios pelos filhos, repartindo assim Terra Portugalense.
- Gonçalo Mendes, filho de Mumadona Dias e de Hermenegildo Gonçalves, assume a chefia da Terra Portucalense.

## Nascimentos
- Reizei, 63º imperador do Japão.
- Godofredo I de Semur m. 1015, foi Senhor de Semur-en-Brionnais.
- Arnaldo I de Bigorre, conde de Bigorre e conde de Astarac.
- Vizoi Vizois foi um Cavaleiro medieval do Condado Portucalense que faz confirmação de bens Convento de São Paio de Antealtares em Santiago de Compostela.

## Mortes
- Hugo Soares Belfaguer, nobre medieval de origem vesigótica e Senhor feudal descendente da Casa dos Sousa. nasceu em 880.
- 15 de Outubro - Suniário I (n. 870) foi Conde de Ausone, Girona e Barcelona.
- Roberto de Troyes foi visconde de Autun.
- 24 de Julho - Hermenegildo Gonçalves n. 900, foi conde de Portucale.